# Coppa del Re 1997 (hockey su pista)
La Coppa del Re 1997 è stata la 54ª edizione della principale coppa nazionale spagnola di hockey su pista. La competizione ha avuto luogo dal 6 marzo e si è conclusa con le final four presso il Polideportiu Municipal José Caballero di Alcobendas il 28 giugno 1997. 
Il trofeo è stato conquistato dal Liceo La Coruña per l'ottava volta nella sua storia superando in finale l'Igualada.

## Risultati

### Primo turno

#### Girone A
| Squadra    | Pt | G | V | N | P | GF | GS | DG  |
| ---------- | -- | - | - | - | - | -- | -- | --- |
| Piera      | 15 | 6 | 5 | 0 | 1 | 27 | 11 | +16 |
| Alcobendas | 12 | 6 | 4 | 0 | 2 | 21 | 11 | +10 |
| Cerdanyola | 6  | 6 | 2 | 0 | 4 | 15 | 27 | -12 |
| Maçanet    | 3  | 6 | 1 | 0 | 5 | 15 | 29 | -14 |

| Squadra 1  | Risultato | Squadra 2  |
| ---------- | --------- | ---------- |
| Maçanet    | 6 - 5     | Cerdanyola |
| Alcobendas | 2 - 3     | Piera      |
| Alcobendas | 6 - 2     | Cerdanyola |
| Piera      | 4 - 2     | Maçanet    |
| Cerdanyola | 0 - 7     | Piera      |
| Maçanet    | 2 - 5     | Alcobendas |
| Piera      | 3 - 1     | Alcobendas |
| Cerdanyola | 4 - 2     | Maçanet    |
| Cerdanyola | 0 - 3     | Alcobendas |
| Maçanet    | 2 - 7     | Piera      |
| Piera      | 3 - 4     | Cerdanyola |
| Alcobendas | 4 - 1     | Maçanet    |

#### Girone B
| Squadra       | Pt | G | V | N | P | GF | GS | DG  |
| ------------- | -- | - | - | - | - | -- | -- | --- |
| Reus Deportiu | 16 | 6 | 5 | 1 | 0 | 29 | 16 | +13 |
| Noia          | 10 | 6 | 3 | 1 | 2 | 26 | 20 | +6  |
| Jonquerenc    | 6  | 6 | 3 | 0 | 3 | 28 | 37 | -9  |
| Tordera       | 3  | 6 | 1 | 0 | 5 | 21 | 31 | -10 |

| Squadra 1     | Risultato | Squadra 2     |
| ------------- | --------- | ------------- |
| Jonquerenc    | 4 - 5     | Reus Deportiu |
| Noia          | 4 - 3     | Tordera       |
| Noia          | 2 - 2     | Reus Deportiu |
| Tordera       | 9 - 2     | Jonquerenc    |
| Reus Deportiu | 3 - 1     | Tordera       |
| Jonquerenc    | 8 - 4     | Noia          |
| Reus Deportiu | 9 - 4     | Jonquerenc    |
| Tordera       | 1 - 8     | Noia          |
| Reus Deportiu | 3 - 2     | Noia          |
| Jonquerenc    | 7 - 4     | Tordera       |
| Tordera       | 3 - 7     | Reus Deportiu |
| Noia          | 6 - 3     | Jonquerenc    |

#### Girone C
| Squadra   | Pt | G | V | N | P | GF | GS | DG  |
| --------- | -- | - | - | - | - | -- | -- | --- |
| Flix      | 12 | 6 | 4 | 0 | 2 | 28 | 19 | +9  |
| Voltregà  | 9  | 6 | 3 | 0 | 3 | 25 | 23 | +2  |
| Mataró    | 9  | 5 | 3 | 0 | 2 | 18 | 17 | -1  |
| Bell-Lloc | 3  | 5 | 1 | 0 | 4 | 14 | 24 | -10 |

| Squadra 1 | Risultato | Squadra 2 |
| --------- | --------- | --------- |
| Mataró    | 5 - 4     | Bell-Lloc |
| Flix      | 4 - 6     | Voltregà  |
| Voltregà  | 3 - 4     | Bell-Lloc |
| Flix      | 6 - 4     | Mataró    |
| Voltregà  | 3 - 5     | Flix      |
| Bell-Lloc | 0 - 6     | Flix      |
| Mataró    | 1 - 4     | Voltregà  |
| Mataró    | 5 - 2     | Flix      |
| Bell-Lloc | 5 - 6     | Voltregà  |
| Flix      | 5 - 1     | Bell-Lloc |
| Voltregà  | 3 - 4     | Mataró    |

### Quarti di finale
| Squadra 1     | Totale          | Squadra 2       | Andata | Ritorno |
| ------------- | --------------- | --------------- | ------ | ------- |
| Barcellona    | 6 - 6 (0-1 dtr) | Liceo La Coruña | 3 - 2  | 3 - 4   |
| Igualada      | 11 - 8          | Piera           | 8 - 4  | 3 - 4   |
| Reus Deportiu | 6 - 6 (0-1 dtr) | Vic             | 3 - 1  | 3 - 5   |
| Vilafranca    | 4 - 4 (1-0 dtr) | Flix            | 3 - 2  | 1 - 2   |

### Final four

#### Semifinali
| Alcobendas 27 giugno 1997 | Igualada | 6 – 2 | Vilafranca |  |

| Alcobendas 27 giugno 1997 | Liceo La Coruña | 2 – 0 | Vic |  |

#### Finale
| Alcobendas 28 giugno 1997 | Igualada | 3 – 9 | Liceo La Coruña |  |